# 杜比納 (斯特雷區)
49°3′39″N 23°32′47″E / 49.06083°N 23.54639°E

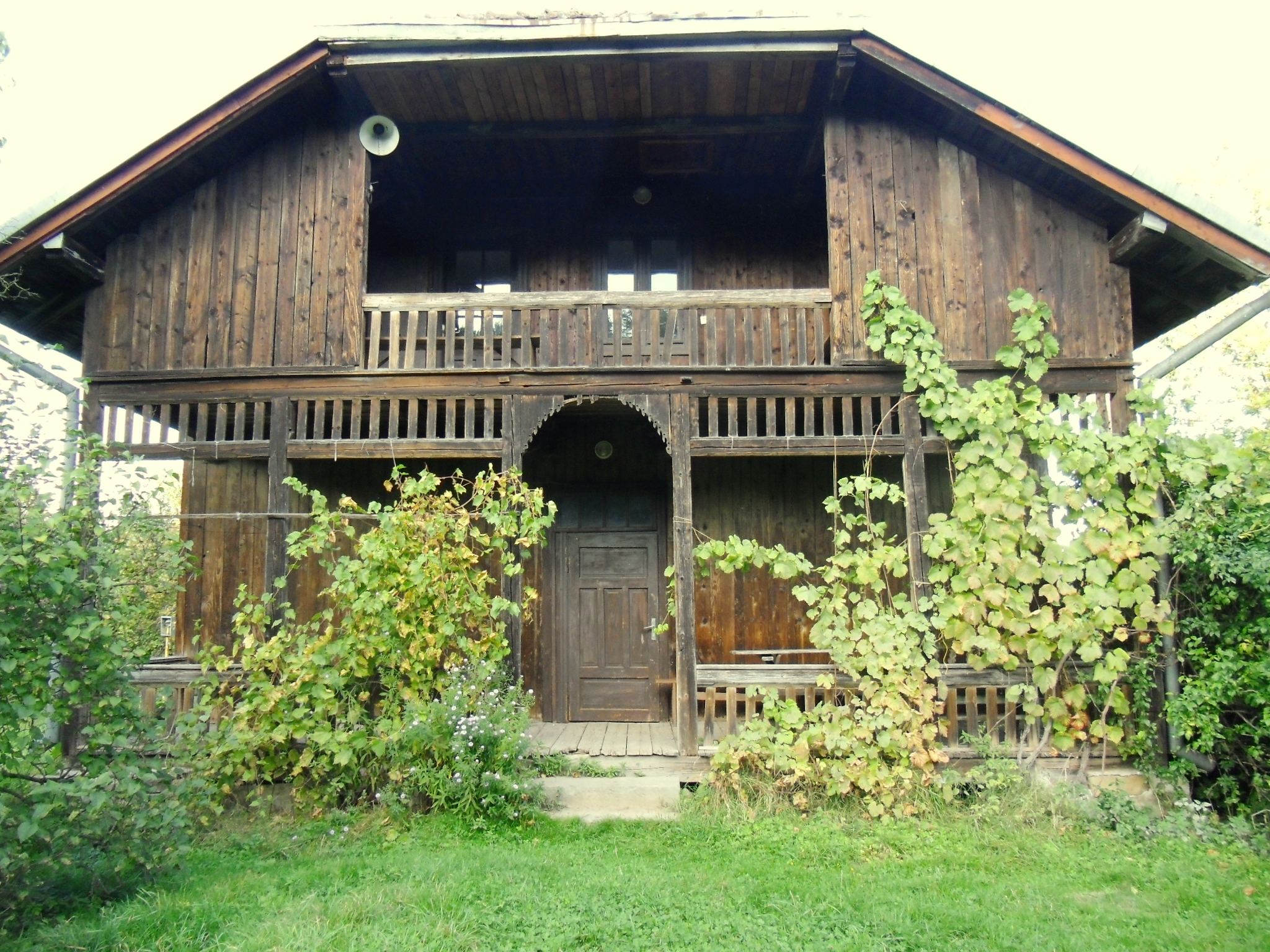
老木屋

杜比納（羅馬化：Dubyna）是位於烏克蘭西部的村莊，由利沃夫州斯特雷區的斯科列市鎮負責管轄。該村處於奧皮爾河畔，始建於1561年，面積0.61平方公里，海拔高度428米，人口276。